# Teresa Lewis
Teresa Wilson Bean Lewis (26 de abril de 1969 - 23 de septiembre de 2010) fue una asesina estadounidense que era la única mujer condenada a muerte en Virginia antes de su ejecución. Fue condenada a muerte mediante inyección letal por los asesinatos de su esposo e hijastro en octubre de 2002. Lewis buscó beneficiarse de una póliza de seguro de vida de 250.000 dólares que su hijastro había contratado como reservista del ejército de los EE. UU. Antes de su despliegue en Irak.
En septiembre de 2010, Lewis se convirtió en la primera reclusa en morir por inyección letal en el estado de Virginia. El estado había ejecutado por última vez a una mujer en 1912. El caso condujo a un debate sobre la pena capital debido al sexo de Lewis, así como a preguntas sobre su capacidad mental. La pena capital fue abolida en Virginia el 24 de marzo de 2021, convirtiendo oficialmente a Lewis en la última mujer ejecutada en ese estado.

## Primeros años
Teresa Wilson nació el 26 de abril de 1969, y creció en la pobreza en Danville, Virginia, donde sus padres trabajaban en una fábrica textil. Teresa cantó en una iglesia durante su juventud. A los 16 años, abandonó la escuela y se casó con un hombre que conoció en esa iglesia. La pareja tuvo una hija, Christie Lynn Bean, pero el matrimonio pronto terminó en divorcio, después de lo cual Teresa recurrió al alcohol y los analgésicos. Su suegra, Marie Bean, describió a Teresa como "no está bien".
Después de migrar entre docenas de trabajos mal pagados, Teresa Wilson Bean finalmente encontró trabajo en la primavera de 2000 en la fábrica textil de Dan River, donde su supervisor era Julian Clifton Lewis Jr. Era un viudo reciente con tres niños, Jason, Charles y Kathy. Teresa y su hija Christie de 16 años se mudaron a la casa de Julian en junio de 2000 y los dos se casaron poco después. En diciembre de 2001, el hijo mayor de Julian, Jason Clifton Lewis, murió en un accidente automovilístico, lo que dejó a su padre $ 200,000 de una póliza de seguro de vida. Julian usó el dinero para comprar una casa prefabricada en cinco acres de tierra en el condado de Pittsylvania, Virginia.
En agosto de 2002, el hijo menor de Julian, Charles J. Lewis, obtuvo una póliza de seguro de 250.000 dólares en preparación para su inminente despliegue en Irak como parte de la Reserva del Ejército de los Estados Unidos. Charles designó a su padre como el principal y Teresa Lewis como los beneficiarios secundarios.

## Asesinatos
En el otoño de 2002, Teresa Lewis conoció a Matthew Jessee Shallenberger, de 21 años, y a Rodney Lamont Fuller, de 19, en un Wal-Mart en Danville y comenzó una relación sexual con ambos. En octubre de 2002, Charles regresó a casa en una visita de entrenamiento del Ejército en Maryland. El 23 de octubre, Lewis les dio $ 1,200 a Shallenberger y Fuller para comprar armas de fuego y municiones para matar a Julian Lewis y su hijo Charles por el dinero del seguro. Su primer intento de matar a Julian mientras estaba en la carretera no tuvo éxito.
Una semana más tarde, la noche del 30 de octubre, Shallenberger y Fuller entraron en la caravana de Lewis por una puerta trasera que Teresa había dejado abierta. Mientras esperaba en la cocina, Shallenberger disparó varias veces a Julian mientras dormía, mientras Fuller le disparó a Charles en su habitación con una escopeta. Después de descubrir que Charles no estaba muerto, Fuller le disparó dos veces más. Teresa esperó 45 minutos antes de pedir ayuda y, mientras esperaba que llegara la policía, sacó el dinero de la billetera de su esposo moribundo. Ella dividió $ 300 con Shallenberger y Fuller antes de que se fueran. Sin embargo, los ayudantes del alguacil llegaron antes de la muerte de Julian y lo escucharon decir: "Mi esposa sabe quién me hizo esto" mientras que ella había afirmado que los dos habían sido asesinados por asaltantes no identificados en un allanamiento de morada.
Poco después, atraparon a Teresa Lewis intentando retirar $ 50,000 de la cuenta de su difunto esposo con un cheque falsificado. En una semana, confesó a los agentes del orden que había ofrecido dinero para que mataran a su marido. Durante la investigación, los fiscales descubrieron que Lewis había estado tratando de reunir los bienes de su difunto esposo e hijastro incluso antes de que fueran enterrados.
Durante el juicio por asesinato, el juez consideró a Lewis como la mente maestra del crimen y la llamó "la cabeza de esta serpiente". Barbara G. Haskins, una psiquiatra forense certificada por el tribunal y designada por el tribunal, declaró que "las pruebas cognitivas mostraron un coeficiente intelectual de escala completa de 72. El coeficiente intelectual verbal era 70 y el coeficiente intelectual de rendimiento era 79". El Dr. Haskins también declaró que Teresa Lewis pudo y puede llegar a un acuerdo de declaración de culpabilidad y presentar declaraciones de culpabilidad. El abogado de Lewis declaró que "ella no tiene retraso mental, pero está muy, muy cerca de él". Además de un coeficiente intelectual bajo, su abogado dijo que Lewis tenía adicción a los analgésicos y le diagnosticaron un trastorno de personalidad dependiente por tres expertos en psicología forense diferentes.

## Sentencias y apelaciones

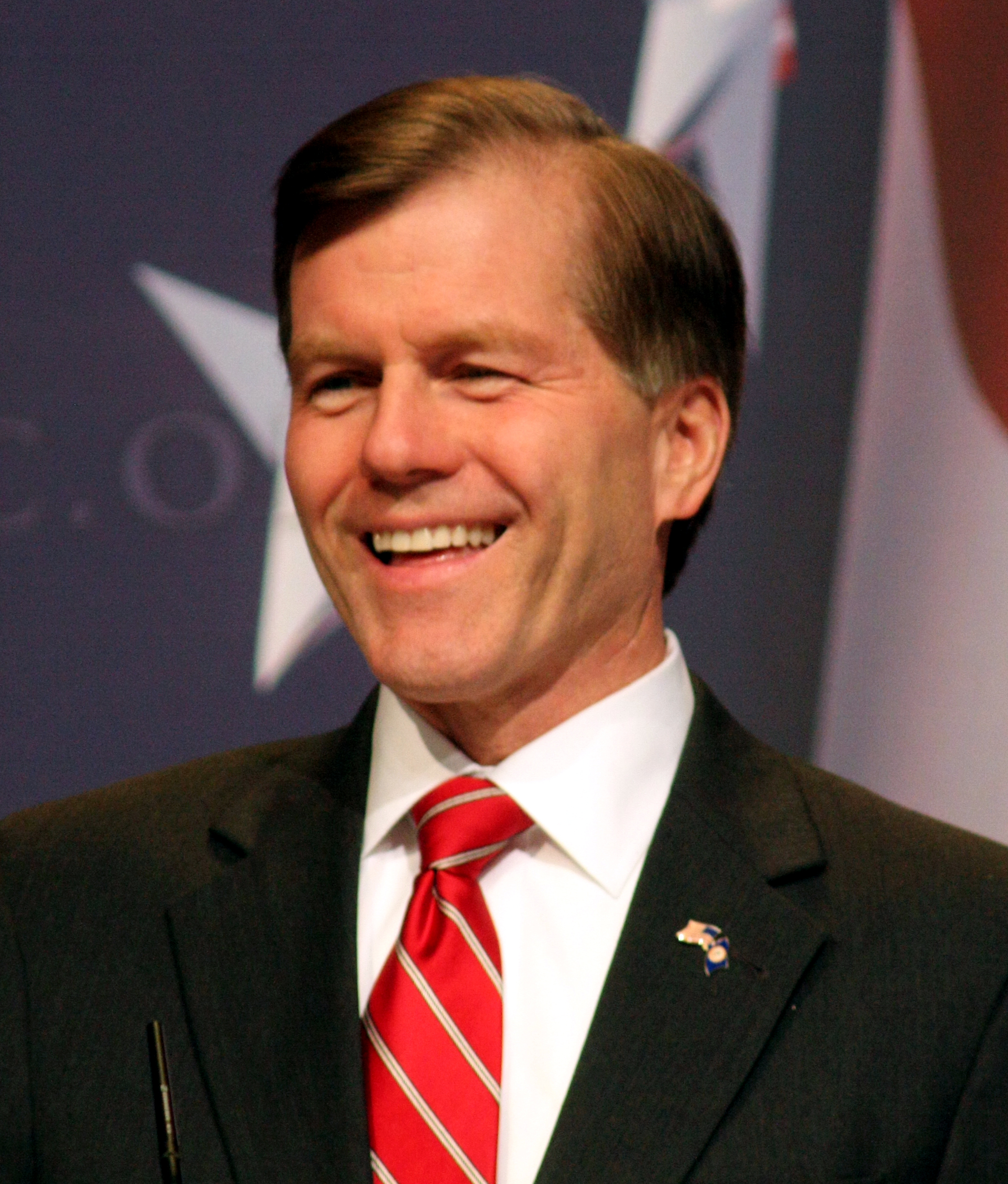
El gobernador Bob McDonnell se negó a conceder el indulto.

Los abogados defensores pensaron que la evidencia contra Lewis era abrumadora y le aconsejaron que se declarara culpable de los cargos capitales para evitar un jurado, y esperaban que el juez mostrara cierta indulgencia ya que Lewis había estado cooperando con los investigadores. Sin embargo, fue condenada a muerte, ya que según la ley de Virginia, los asesinatos múltiples en un período de tres años están sujetos a la pena de muerte. Los dos co-conspiradores que realmente dispararon, Shallenberger y Fuller, fueron condenados a cadena perpetua en juicios separados. Lewis recibió una revisión automática por parte de la Corte Suprema de Virginia, que rechazó el argumento de que era injusto ejecutar a Lewis mientras los co-conspiradores obtuvieron cadenas perpetuas, además de rechazar las impugnaciones de Lewis a la constitucionalidad de la ley de pena de muerte de Virginia. Lewis fue colocada en el corredor de la muerte en el Centro Correccional para Mujeres Fluvanna en Troy, Virginia.
La hija de Lewis, Christie Lynn Bean, cumplió cinco años en prisión porque sabía sobre el plan pero no lo informó.
En noviembre de 2004, un investigador privado se reunió con Shallenberger en la prisión estatal de Wallens Ridge en Big Stone Gap, Virginia, en nombre de Lewis. Shallenberger escribió en una declaración jurada parcialmente transcrita: "Teresa estaba enamorada de mí. Estaba muy ansiosa por complacerme. Tampoco era muy inteligente". Sin embargo, Shallenberger arrancó y se comió las partes del documento que había firmado. Shallenberger dijo: "Lo que sucederá, sucederá". Shallenberger se suicidó en prisión en 2006.
Según los informes, se enviaron más de 7.300 solicitudes de clemencia al gobernador de Virginia, Bob McDonnell. Sus partidarios declararon que "Lewis está profundamente arrepentido y ha sido una prisionera modelo, ayudando a otras reclusas a sobrellevar sus circunstancias". Su padre, Melvin C. Wilson Sr., testificó cómo Lewis cuidó a su madre inválida antes de su muerte. La propia Lewis declaró que "Solo quiero que el gobernador sepa que lo siento mucho, profundamente de mi corazón. Y si pudiera retirarlo, lo haría, en un minuto... Solo desearía poder tomarlo Y lo siento por todas las personas que he lastimado en el proceso". El 17 de septiembre de 2010, McDonnell decidió no detener la próxima ejecución de Lewis, declarando: "Habiendo revisado cuidadosamente la petición de clemencia, las opiniones judiciales en este caso y otros materiales relevantes, no encuentro ninguna razón de peso para dejar de lado la sentencia que fue impuesta por el Tribunal de Circuito y ratificada por todos los tribunales revisores".
Sus abogados interpusieron recursos de un recurso de certiorari con el Tribunal Supremo de Estados Unidos a suspender la ejecución, pero se les negó el 21 de septiembre de 2010. Las juezas disidentes Ruth Bader Ginsburg y Sonia Sotomayor indicaron que habrían concedido una suspensión.

## Ejecución
La última comida de Lewis consistió en dos pechugas de pollo fritas, guisantes dulces con mantequilla, un Dr Pepper y tarta de manzana de postre. Lewis se dirigió a su hijastra Kathy Lewis Clifton, quien fue a presenciar su ejecución, para disculparse por matar a su hermano y padre.

Solo quiero que Kathy sepa que te amo y lo siento mucho.
- Últimas palabras de Teresa Lewis, 23 de septiembre de 2010.

Lewis fue ejecutada en el Centro Correccional de Greensville cerca de Jarratt, Virginia. Pasó sus últimas horas rezando y cantando himnos. Lewis fue ejecutada el 23 de septiembre de 2010, a las 9 pm mediante inyección letal, en el Centro Correccional de Greensville cerca de Jarratt. Esto la convirtió en la duodécima mujer ejecutada en los Estados Unidos desde que se restableció la pena de muerte en 1976. Lewis fue la primera mujer ejecutada en Virginia mediante inyección letal; Fue desde que en 1912 una mujer fue ejecutada en el estado: Virginia Christian, que murió en la silla eléctrica. Lewis también fue la primera mujer en ser ejecutada en los Estados Unidos desde Frances Newton en 2005 en el estado de Texas. Fue incinerada después de su ejecución.
La pena capital fue abolida en Virginia el 24 de marzo de 2021, convirtiendo oficialmente a Lewis en la última mujer ejecutada en el estado.